# Спортивная гимнастика на летних юношеских Олимпийских играх 2018
Соревнования по спортивной гимнастике на летних юношеских Олимпийских играх 2018 года прошли с 7 по 15 октября в парке Polideportivo Roca в Буэнос-Айресе, столице Аргентины. Разыграны 13 комплектов наград: 7 у юношей и 5 у девушек, а также одна в универсальной гимнастике. В соревнованиях участвовали спортсмены юноши, рождённые в период с 1 января 2001 по 31 декабря 2002 года, и девушки, рождённые в период с 1 января 2003 года по 31 декабря 2003 года.

## История
Спортивная гимнастика является основным видом программы, который дебютировал на I летних юношеских Олимпийских играх в Сингапуре. 
По сравнению с прошлыми играми в 2014 году программа соревнований не изменилась. Добавились соревнования по универсальной гимнастике. Розыгрыш медалей состоится в 13 дисциплинах.

## Квалификация
От каждого Национального олимпийского комитета (НОК) может быть заявлено не более 2 спортсменов, по одному на каждый пол. На правах страны-хозяйки юношеской Олимпиады Аргентине будет выделено максимальное количество квот. Остальные квоты были определены в рамках пяти континентальных квалификационных турниров.
Общее число спортсменов, которые выступили на соревнованиях, было определено Международным олимпийским комитетом и составило 72 человека (36 девушек и 36 юношей).

## Календарь
| ЦО | Церемония открытия | ● | Квалификации | 2 | Финалы соревнований | ЦЗ | Церемония закрытия |

| Октябрь               | 06 Сб | 07 Вс | 08 Пн | 09 Вт | 10 Ср | 11 Чт | 12 Пт | 13 Сб | 14 Вс | 15 Пн | 16 Вт | 17 Ср | 18 Чт | Соревнования |
| --------------------- | ----- | ----- | ----- | ----- | ----- | ----- | ----- | ----- | ----- | ----- | ----- | ----- | ----- | ------------ |
| Спортивная гимнастика | ●     | ●     | ●     | ●     | ●     | 1     | 1     | 4     | 2     | 4     |       |       | ●     | 13           |

## Медалисты
Сокращения: WYB — высшее мировое достижение среди юношей

## Медали

### Юноши
| Дисциплина          | Золото                 | Серебро                | Бронза                 |
| ------------------- | ---------------------- | ---------------------- | ---------------------- |
| Личное многоборье   | Такеру Китозано Япония | Сергей Найдин Россия   | Диого Соареш Бразилия  |
| Вольные упражнения  | Такеру Китозано Япония | Кристиан Балаш Венгрия | Сергей Найдин Россия   |
| Конь                | Инь Дэхан Китай        | Сергей Найдин Россия   | Реза Болулзаде Иран    |
| Кольца              | Такеру Китозано Япония | Феликс Дольчи Канада   | Инь Дэхан Китай        |
| Опорный прыжок      | Брэндон Брионес США    | Назар Чепурный Украина | Якуб Карлсен Норвегия  |
| Параллельные брусья | Такеру Китозано Япония | Инь Дэхан Китай        | Сергей Найдин Россия   |
| Перекладина         | Такеру Китозано Япония | Диого Соареш Бразилия  | Кристиан Балаш Венгрия |

### Девушки
| Дисциплина          | Золото                 | Серебро                     | Бронза                      |
| ------------------- | ---------------------- | --------------------------- | --------------------------- |
| Личное многоборье   | Джорджия Вилла Италия  | Амели Морган Великобритания | Анастасия Бачинская Украина |
| Опорный прыжок      | Джорджия Вилла Италия  | Ченге Бачкай Венгрия        | Эмма Спенс Канада           |
| Разновысокие брусья | Ксения Клименко Россия | Джорджия Вилла Италия       | Тан Сицзин Китай            |
| Бревно              | Тан Сицзин Китай       | Ксения Клименко Россия      | Амели Морган Великобритания |
| Вольные упражнения  | Джорджия Вилла Италия  | Амели Морган Великобритания | Анастасия Бачинская Украина |